# 三種町
三種町（日语：／ Mitane chō */?）是位於日本秋田縣西北部的町，隸屬於山本郡。町名源自於流經轄區中央地帶的三種川。當地人口主要集中在國道7號、國道101號的沿線與三種川的沿岸地區。三種町是日本主要的蓴菜產地之一，其產量約佔日本國內總產量的90%。當地居民在出外購物上較仰賴北邊的能代市。

## 地理
三種町境內約54.9%的面積被森林覆蓋，23.7%的土地為農業用地。東部為出羽丘陵，並坐落著海拔408.2公尺的房住山；西部則為平坦地帶。發源於房住山的三種川流經町內的中央地帶，並在西南邊注入八郎潟。

### 氣候
三種町屬於日本海側氣候，受到對馬暖流的影響，因此氣候較為溫暖。根據統計，1991年至2020年當地的年均溫約為11.5℃。冬季因受到西北季風的吹拂，因此氣溫較低。當地的降雪期從11月上旬持續至隔年3月中旬。平原地區的降雪量為10公分至50公分，山區地帶則超過1公尺。而三種町的年降雨量則約1500毫米。

## 歷史
三種町自古時便有人類居住。境內的八郎潟、三種川和鵜川川的沿岸地區曾發掘出屬於繩紋時代的高石野遺跡、萱刈澤貝塚等遺跡，並出土陶笛、土偶和繩紋土器等文物。
昭和30年（1955年）4月，鹿渡町與上岩川村合併成琴丘町，下岩川村、森岳村與金岡村則合併成山本村。同時鵜川村與濱口村也合併成八龍村。昭和37年（1962年）9月，山本村改制成山本町。昭和40年（1965年）9月，八龍村也改制成八龍町。平成18年（2006年）3月20日，琴丘町、山本町與八龍町合併成現今的三種町。
昭和58年（1983年）的日本海中部地震在三種町共造成4人死亡、14人受傷、814棟住宅毀損與379棟非住宅建築毀損。

## 行政
現任町長田川政幸於2022年5月在選舉中成功連任，其任期將持續至2026年5月。

## 經濟
根據日本2020年的國勢調查統計，三種町的就業人口中有20%從事第一級產業，23.4%的就業人口從事第二級產業，其餘的55.4%則從事第三級產業。當地的農業以種植稻米、蔬菜、水果等農產品為主。根據統計，2021年當地的農業生產總額為58億3千萬日圓，其中稻米的生產額約佔總生產額的57%。三種町也是日本國內主要的蓴菜產地之一，其產量約佔日本國內總產量的90%。但近年受到農業就業人口高齡化等因素影響，蓴菜的產量面臨大幅度的下降。

## 教育
三種町内共有6所小學校與3所中學校。根據2022年的統計，當地共有478名小學生與272名中學生。

## 交通
國道7號與秋田自動車道並行穿越三種町東部的邊界地區，而秋田自動車道分別在轄區北部與南部設置八龍交流道與琴丘森岳交流道。國道101號則通過東部的沿海地區。鐵路方面，東日本旅客鐵道的奧羽本線通過三種町的中部地區，並由北往南設置北金岡站、森岳站、鹿渡站與鯉川站。

## 外部連結
- 三種町（页面存档备份，存于）